# Средство контроля

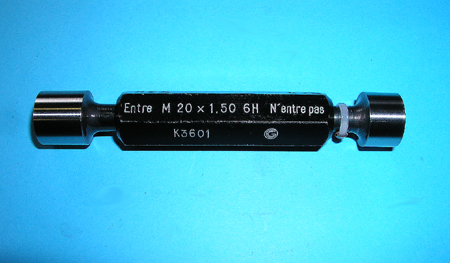
Средство контроля геометрических размеров — калибр-пробка

Средство контроля — техническое устройство, вещество и/или материал, при помощи которых проводится контроль. Для контроля технического состояния могут использоваться средства контроля, встроенные в изделие или являющиеся его составной частью.  Совокупность средств контроля, исполнителей и  объектов контроля являются системой контроля.
Отрасль науки и техники, охватывающая теорию и технические средства контроля и управления объектами на расстоянии с применением специальных преобразований сигналов с использованием каналов связи называется телемеханика.
В случае метрологического обеспечения средства контроля могут производить измерительный контроль.
К средствам автоматизированного контроля относятся приборы для счета и измерения расхода, например, турникеты для пропуска пассажиров, кассы с автоматическим счетчиком, водомеры и электрические счетчики и др.